# Prinédes
Prinédes, en grec moderne : Πρινέδες, est un village du dème de Réthymnon, en Crète, en Grèce. Selon le recensement de 2011, la population de Prinédes compte 41 habitants. Le village est situé à une altitude de 340 m et à 9 km de Réthymnon.